# 塞爾希伊夫卡 (新特羅伊茨凱市鎮)
46°18′11″N 34°10′6″E / 46.30306°N 34.16833°E
塞爾希伊夫卡（烏克蘭語：Сергіївка）是位於烏克蘭南部的村莊，由赫爾松州海尼切斯克區的新特羅伊茨凱市鎮負責管轄。該村始建於1845年，面積86.9平方公里，海拔高度9米，2001年人口1,042，人口密度每平方公里12人。